# Fal

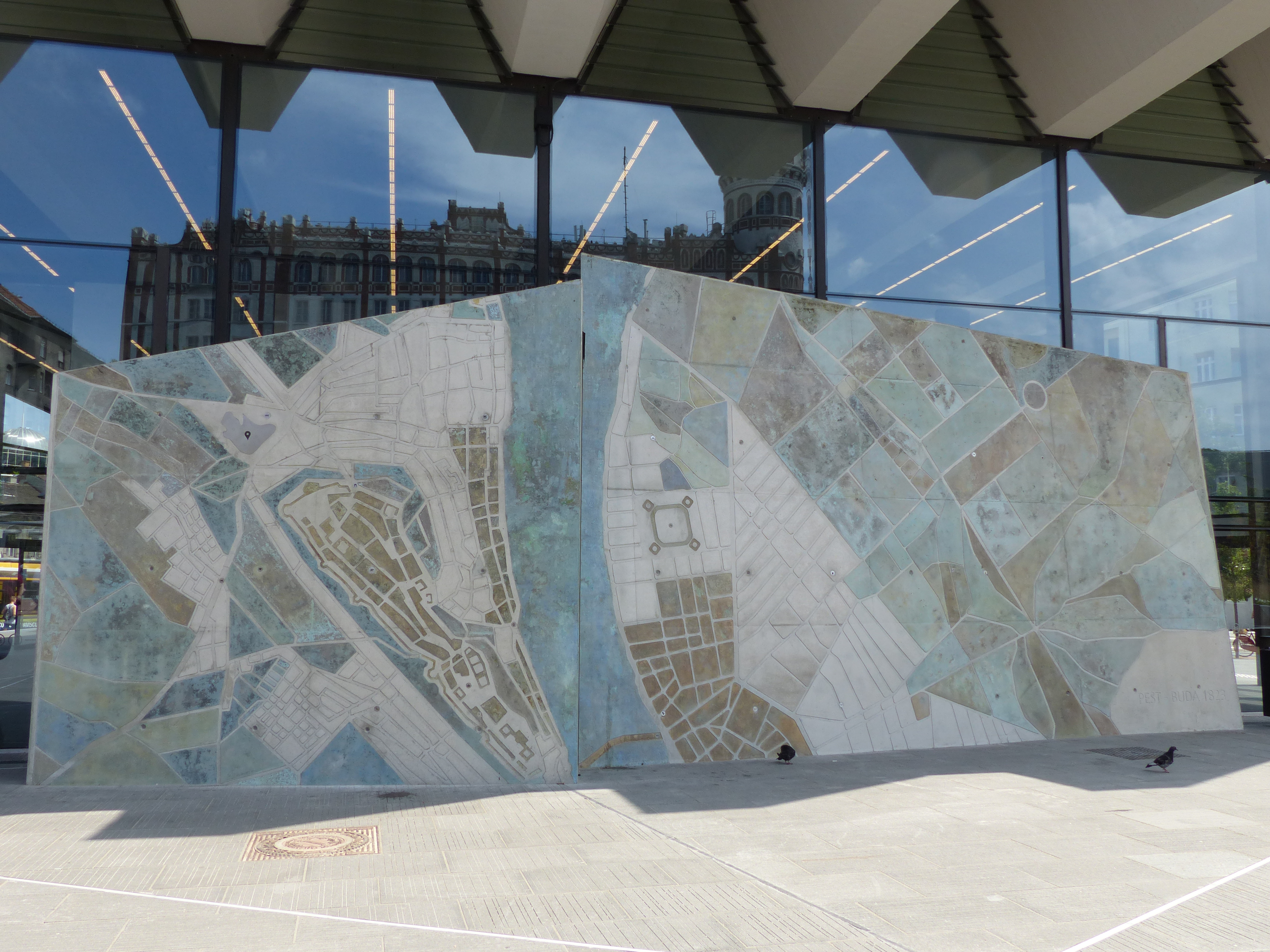
Budapest Fal

A fal egy többnyire építészetben használatos, téglatest alakú, hosszához és szélességéhez képest lapos, vertikális térelválasztó és/vagy födémtartó elem. Általánosan elterjedt a használata épületeknél, illetve helyiségek térelválasztásánál. Ezeken kívül egyéb rendeltetésű, speciális falak is léteznek.

## Csoportosítása

### Természetesség szerint
A falakat csoportosíthatjuk aszerint, hogy természetes, vagy mesterséges úton keletkeztek-e. A mesterséges falak lehetnek térelválasztó, avagy födémtartó, épületszerkezetileg meghatározó elemei egy épületnek. A térelválasztó falak épületen belül, vagy kívül is elhelyezkedhetnek, akár önálló egységként, tájelemként (kínai nagy fal). A természetes falak többnyire különböző geológiai folyamatok során létrejött falak, ilyen például a jégfal, vagy a löszfal. Létezik átmeneti jellegű fal is, melyet természetesnek, illetve mesterségesnek is titulálhatunk: ilyen fal lehet a sövényfal, melyet kerítésként alkalmaznak.

### Valódiság szerint
Egy másik csoportosítási lehetőség, hogy valós, vagy virtuális jellegű-e a falunk. A valós falak emberi szemmel láthatóak, míg a virtuálisak nem. A virtuális falak elsődlegesen elvont falakat jelentenek, például olyan elméleti falakat, amikbe döntéseink során beleütközünk, másodlagosan pedig számítógépes falakat, mint például a tűzfal.

### Anyag szerint
Harmadik csoportosítási mód a fal anyaga. A fal gyakorlatilag bármiből készülhet, de mindig igazodik az épület stílusához, illetve a rendeltetéséhez. A megfelelő építőanyag kiválasztása a szakember feladata. A legtöbb mesterséges fal betonból, kőből, fából, téglából, gipszkartonból, üvegből, mészkőből, illetve vályogból épül.

### Funkció szerint
A falakat először védelemre használták, majd sorra jelentek meg az egyéb funkciók. Később tartó funkciója került előtérbe, még később térelválasztó szerepe erősödött meg. Léteznek olyan falak is, amelyeknek mindössze esztétikai jelentősége van, ilyen például a külön erre a célra készült graffitifal. Speciális falnak tekinthetők a térelválasztó függönyök is.

## Története

### Őskor
A fal története az őskorig nyúlik vissza, az ember már ekkor használta, elsősorban barlangja belső felületét nevezte falnak[forrás?]. A későbbi korok emberei már építették a falat, például védfalat ellenségeivel szemben, vagy házának falát, amely már födémtartó fal volt. A fal térelválasztó jellege ezután jelent meg a fal történetében.

### Ókor
Az ókorban már kiterjedt, hatalmas épületek rendelkeztek fallal, valamint e korra tehető az egyik legjellegzetesebb faltípus, a városfal megjelenése. A városfal egy tömör, védelmi funkciójú felépítmény volt, mely városokat, nagyobb településeket védett meg az idegen behatolóktól. Az ókorban épült a világ legnagyobb fala, a kínai nagy fal is, valamint a híres zsidó kegyhely, az Izraelben található Siratófal.

### Középkor
A középkor nem hozta a falak látványos fejlődését, mindössze az építőanyagok falakban történt alkalmazása terén történtek nagy áttörések.

### Újkor

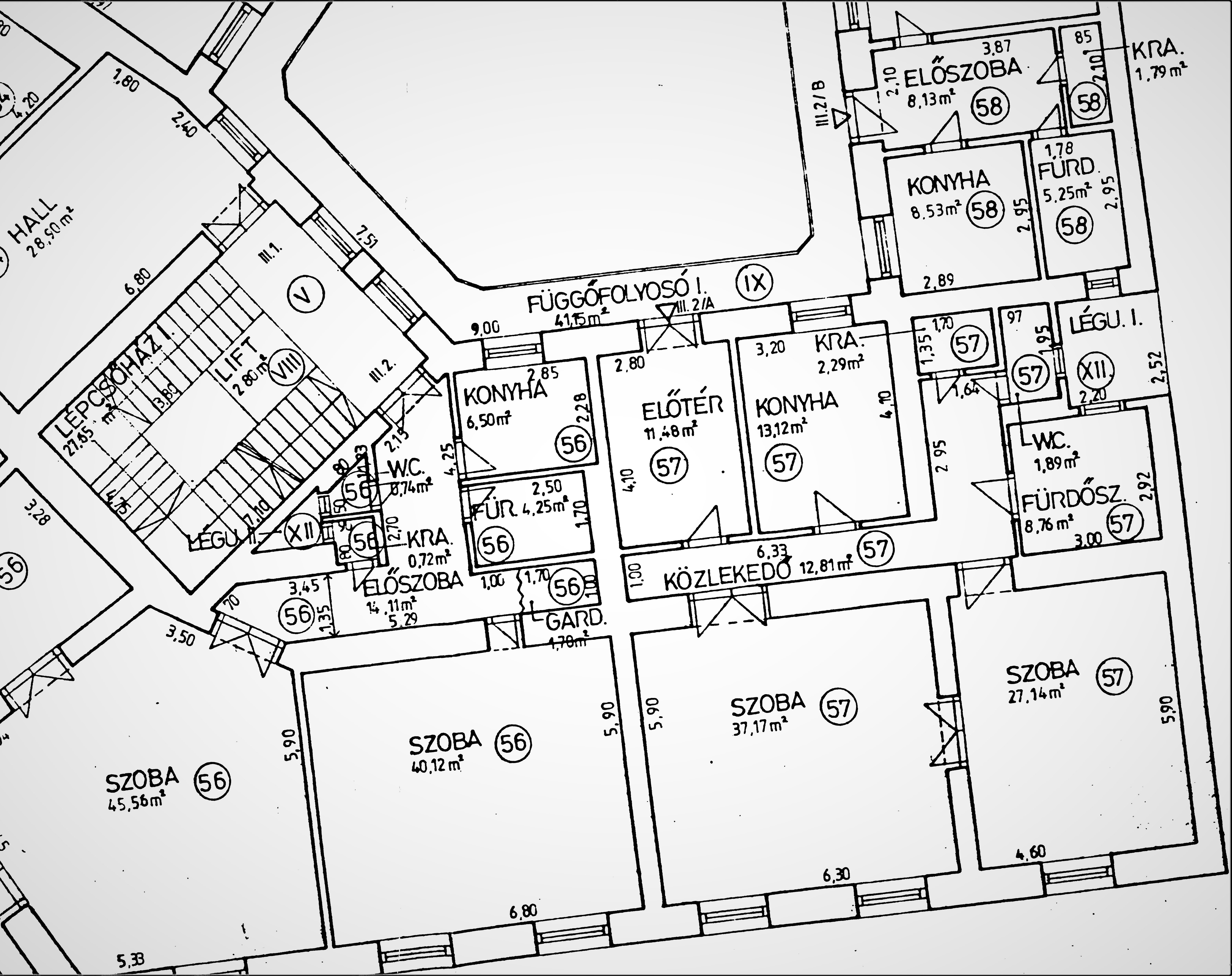
Andrássy úti nagypolgári lakás helyiségei (56-57) – 1883

Az újkorra jellemző a falak eddigi fő funkcióinak kiszélesedése, illetve új funkciók megjelenése. Míg ezidáig a fal fő feladata a védelem és a szerkezettartás volt, az újkorban a térelválasztási funkció került előtérbe: a lakások számos helyiségre osztása lehetővé tette új használati lehetőségek befogadását.

### Jelenkor
A jelenkor a falak, illetve a falak anyagának hatalmas fejlődését hozta. A jelenkort akár úgy is nevezhetnénk, hogy a Falak kora. Itt jelentek meg a virtuális falak (tűzfal, üzenőfal), illetve a pszichológia fejlődésével a különböző elvont jelentésű falak is. A huszadik század második felében épült az emberiség talán legszégyenteljesebb fala, a berlini fal. 
Nevezetes esemény: 2020.11.9.  A Nagy Schönherz-es falrombolás.

## Híres falak
- Kínai nagy fal
- Siratófal
- Berlini fal
- Pest városfalai és városárka